# Ulica 25 Czerwca w Radomiu
Ulica 25 Czerwca w Radomiu – ulica w dzielnicy Śródmieście.
Łączy rondo Stanisława Mikołajczyka z ulicą Andrzeja Struga. Krzyżuje się z ulicami Waryńskiego, Zacisze, Sienkiewicza, Słowackiego, Dzierzkowską, Żeromskiego, Curie-Skłodowskiej, Kelles-Krauza, Partyzantów, Wysoką, Wodną oraz Filtrową. Jedna z najdłuższych ulic radomskiego Śródmieścia. Znajduje się w ciągu drogi powiatowej numer 5304W.

## Historia i nazwy[3][4]
Ulica została wytyczona w II poł. XIX wieku. Zabudowa pochodzi głównie z II poł. XIX i XX w. Nazwa ulicy wielokrotnie ulegała zmianom:
- II połowa XIX w. – 1920: ul. Wysoka
- 1920[5] – 1939: ul. 1 Maja
- 1939–1945: Wehrmachtstraße
- 1945–1989: ul. 1 Maja
- od 1989: ul. 25 Czerwca

Obecna nazwa upamiętnia strajki i zamieszki, do których doszło w Radomiu 25 czerwca 1976, w trakcie tzw. Radomskiego czerwca. Była to największa akcja protestacyjna w ramach Czerwca 1976, którą spacyfikowały jednostki milicji i ZOMO.

## Architektura
Zabudowa ulicy kształtowała się od II połowy XIX niemal do końca XX wieku i jest bardzo zróżnicowana pod względem stylów architektonicznych.

### Wybrane obiekty

#### Gmachy użyteczności publicznej
- nr 35a – eklektyczna kamienica czynszowa z przełomu XIX i XX wieku. Obecnie siedziba Młodzieżowego Domu Kultury im. Heleny Stadnickiej. W latach 1906–1939 siedziba Polskiej Macierzy Szkolnej[7].
- skrzyżowanie z ulicą Żeromskiego – socrealistyczny budynek biurowy dawnych Zakładów Energetycznych Okręgu Wschodniego wzniesiony w latach 50. XX w. według projektu S. Bieńkuńskiego[8].
- nr 66 – neogotycki budynek z 1902 roku. W latach 1906–1912 siedziba Miejskiej Szkoły Rzemiosł, a w latach 1918–1954 Miejskiej Szkoły Rzemieślniczo-Przemysłowej im. Jana Kilińskiego (w 1950 roku przekształconej w Technikum Mechaniczne im. Jana Kilińskiego.) Od 1955 roku siedziba Techniku Samochodowego[9][10].
- nr 68 – modernistyczny gmach Dyrekcji Lasów Państwowych z 1938 roku. W okresie okupacji niemieckiej w budynku kwaterowało dowództwo wojsk niemieckich. W okresie PRL był siedzibą Lasów Państwowych i Komitetu Wojewódzkiego PZPR (1975–1989). Od 1990 roku ponownie siedziba Regionalnej Dyrekcji Lasów Państwowych. Podczas wydarzeń radomskich gmach został zdobyty i spalony przez strajkujących robotników[11][12].
- nr 70 – budynki Zespołu Szkół Muzycznych im. Oskara Kolberga, wzniesione w latach 2009–2011 według projektu pracowni architektonicznej Archi-Rad. Budynek usytuowany jest na skraju zabytkowego Parku Leśniczówka. Najbardziej efektowną częścią gmachu jest mieszcząca 500 osób sala koncertowa o standardzie filharmonicznym, umożliwiającym organizowanie koncertów kameralnych, symfonicznych oraz konkursów muzycznych. Jest to najnowocześniejszy gmach szkoły o profilu muzycznym w Polsce i jeden z najnowocześniejszych w Europie[13][14].
- skrzyżowanie z ulicą Wodną – zabytkowy budynek stacji pomp wodociągu miejskiego, zbudowany w latach 1925–1928 według projektu Feliksa Michalskiego[15].

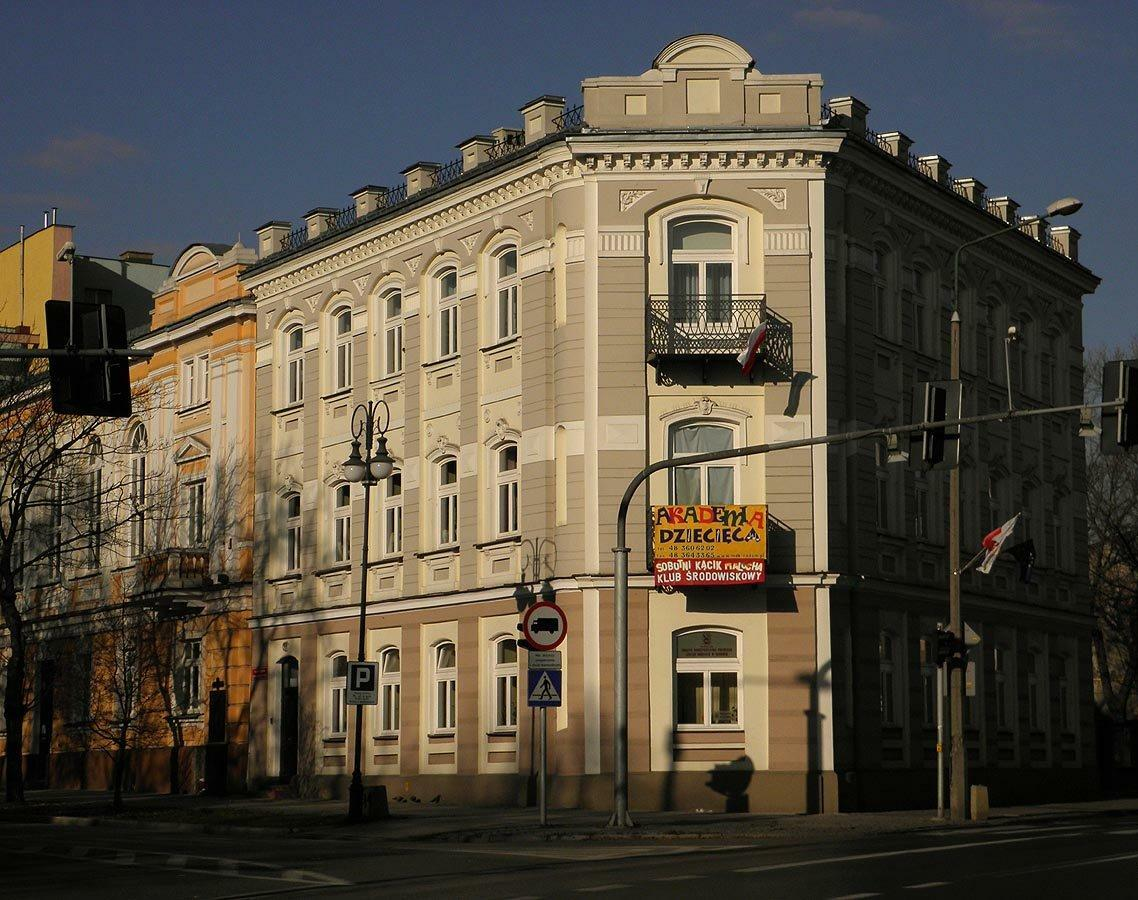
nr 35a – siedziba Młodzieżowego Domu Kultury im. Heleny Stadnickiej (II poł. XIX w.)
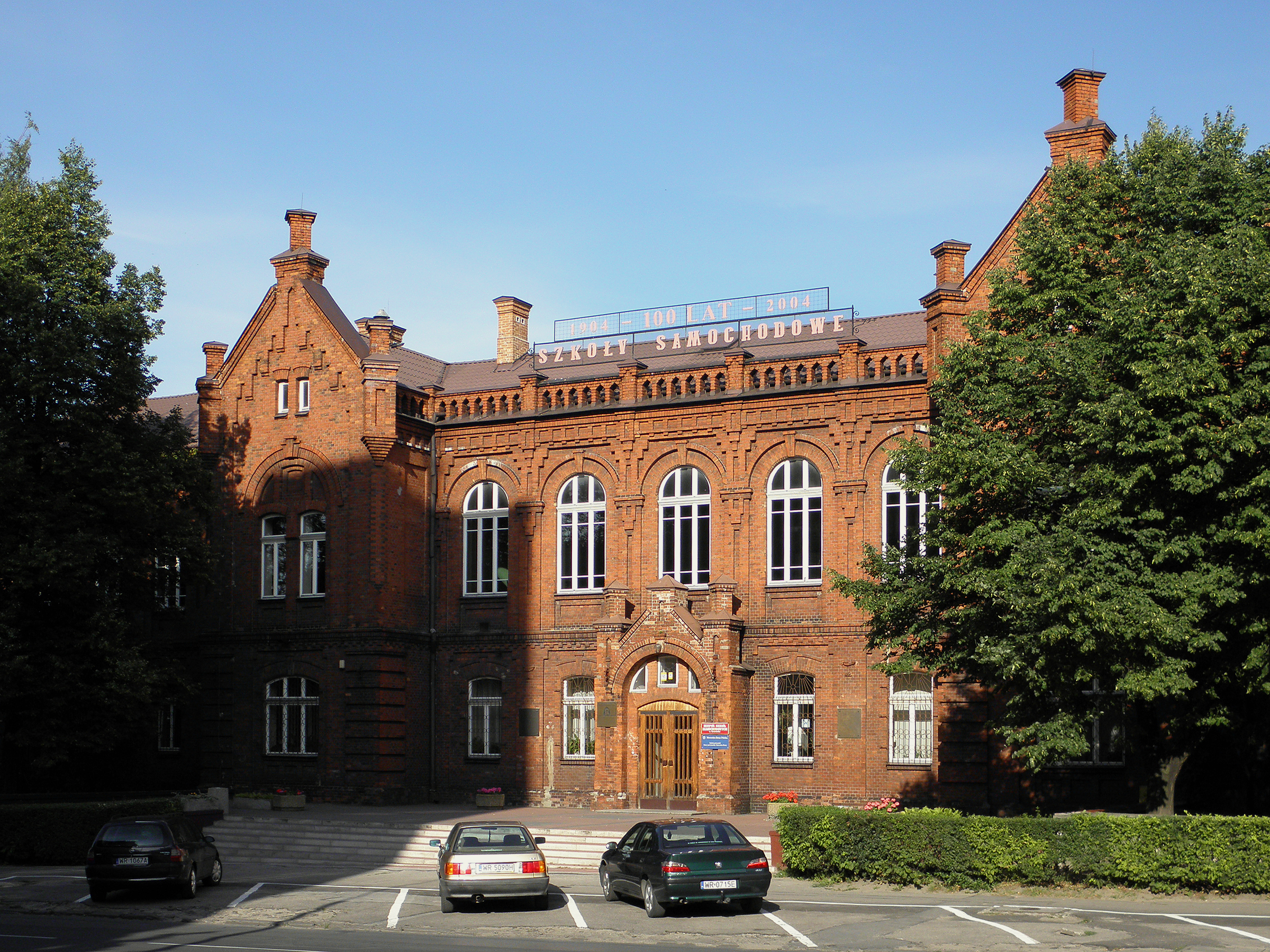
nr 66 – dawny budynek Miejskiej Szkoły Rzemiosł. Obecnie siedziba Technikum Samochodowego (1902)
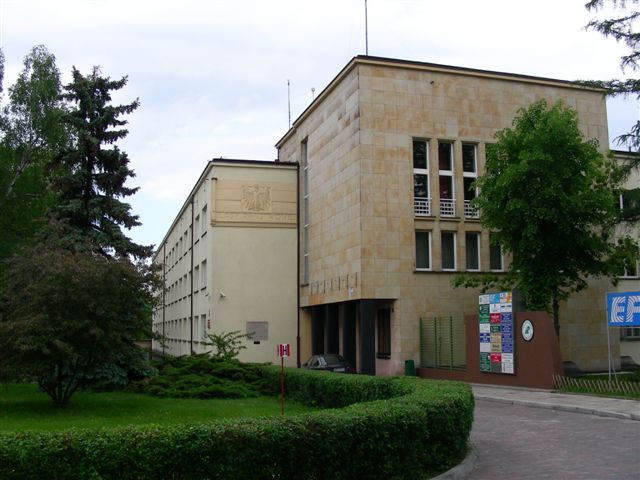
nr 68 – gmach Okręgowej Dyrekcji Lasów Państwowych (1938)

#### Budynki mieszkalne
Zabudowa ulicy jest niejednolita. Obok kamienic czynszowych z XIX i XX w. stoją modernistyczne i socrealistyczne budynki oraz bloki z wielkiej płyty. Ciekawym przykładem budownictwa z okresu międzywojennego są wybudowane w latach 1936–1937 bloki Towarzystwa Osiedli Robotniczych usytuowane na skrzyżowaniu z ulicami Struga oraz Żwirki i Wigury.

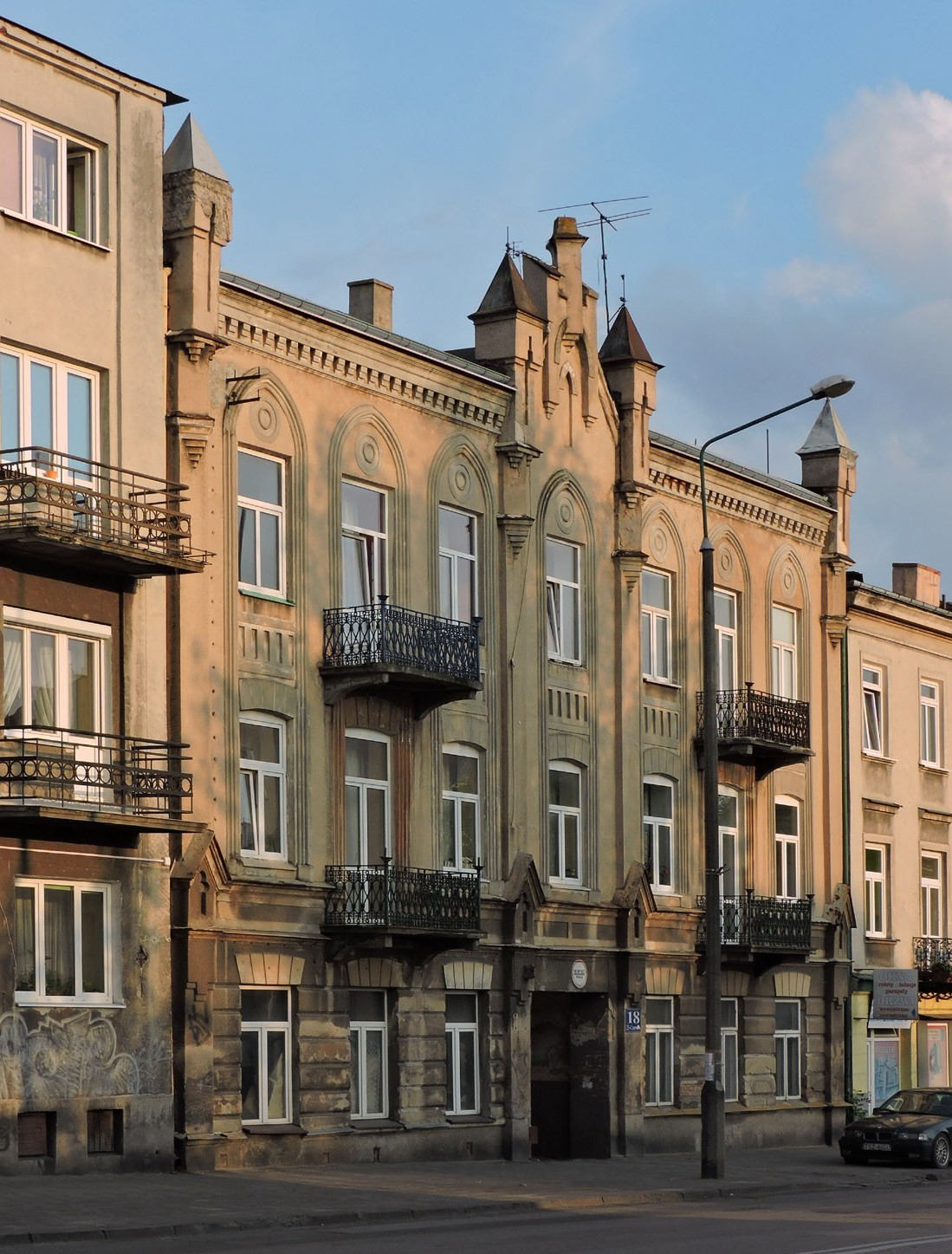
nr 18 – kamienica (XIX w.)
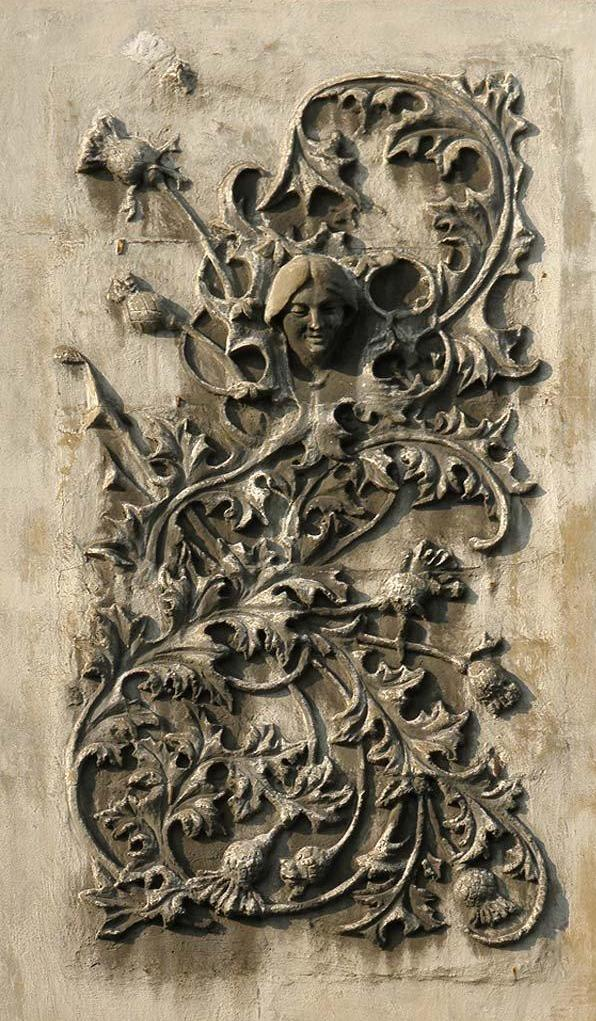
nr 27 – detal kamienicy (XIX w.)
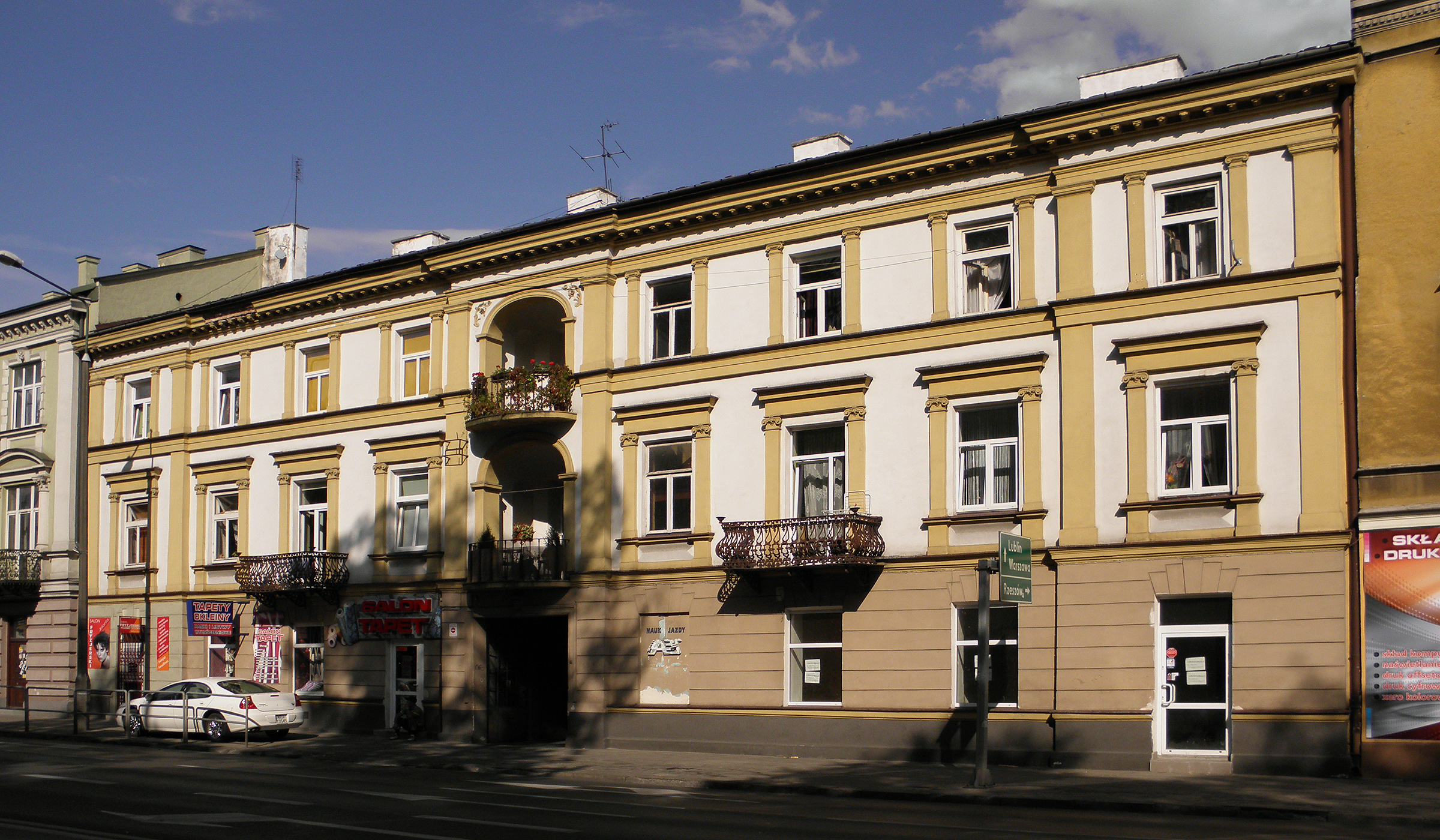
nr 38 – kamienica (XIX w.)
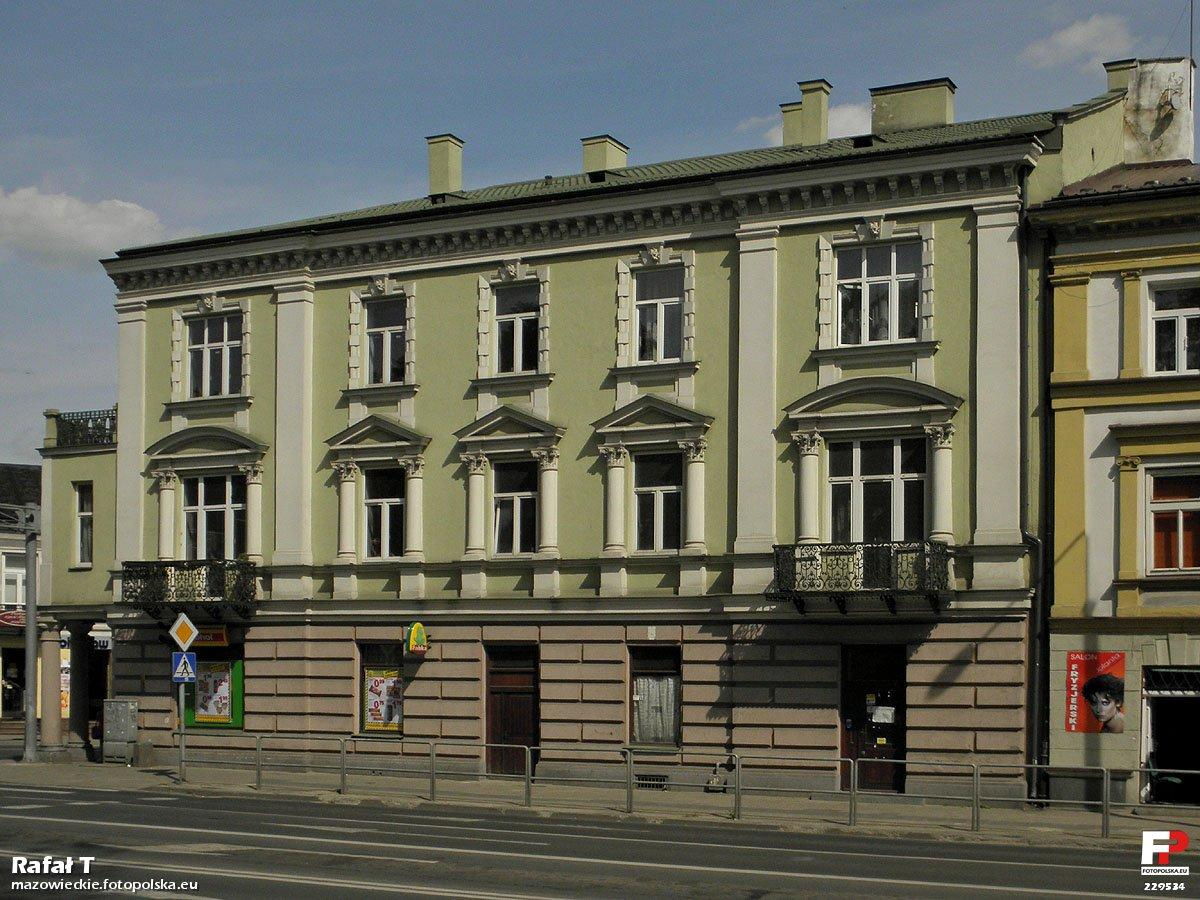
nr 40 – kamienica (XIX w.)

#### Parki publiczne
Przy ulicy znajdują się dwa zabytkowe parki miejskie – park im. Tadeusza Kościuszki (XIX w.) oraz park Leśniczówka (XX w.).

### Zabytki
Rejestr zabytków
Do rejestru zabytków Narodowego Instytutu Dziedzictwa wpisane są następujące obiekty:
- nr 2 – dom, 1. ćw. XX w.
- nr 4 – dom, XIX w.
- nr 12 – dom, poł. XIX w.
- nr 14 – dom, poł. XIX w.
- nr 18 – kamienica z oficynami, koniec XIX w.
- nr 20 – kamienica, 1934
- nr 27 – kamienica, 1880
- nr 38 – dom, poł. XIX w.
- nr 40 – dom, poł. XIX w.
- nr 41 – dom, 1895
- nr 43 – dom, 1. ćw. XIX w.
- nr 45 – dom, XIX w.
- nr 53 – dom, XIX w.
- nr 66 – Miejska Szkoła Rzemiosł, 1903
- nr 68 – budynek Dyrekcji Lasów Państwowych, 1938
- nr 70 – budynek stacji pomp wodociągu miejskiego, 1926–28
- 25 Czerwca / Kolberga – Park Leśniczówka, poł. XX w.

Gminna ewidencja zabytków
Do Gminnej Ewidencji Zabytków Miasta Radomia, oprócz obiektów z rejestru zabytków, wpisane są też budynki (stan z 2017):
- nr 8 – dom murowany, koniec XIX w.
- nr 11 – dom murowany, pocz. XX w.
- nr 13 – dom murowany, pocz. XX w.
- nr 15 – dom murowany, pocz. XX w.
- nr 16 – dom murowany, koniec XIX w.
- nr 34, 34a – dom murowany, koniec XIX w.
- nr 35 – dom murowany, koniec XIX w.
- nr 36a – dom murowany, koniec XIX w.
- nr 37 – dom murowany, koniec XIX w.
- nr 39 – dom murowany, koniec XIX w.
- nr 48 – dom murowany, koniec XIX w.
- nr 50 – dom murowany, pocz. XX w.
- nr 50 – dom murowany, pocz. XX w.
- nr 57 – budynek mieszkalny, 1955
- nr 60 – dom murowany, pocz. XX w.
- nr 65 – dom murowany, pocz. XX w.